# Mèissa
Mèissa (en francès Meysse) és un municipi francès situat al departament de l'Ardecha i a la regió d'Alvèrnia-Roine-Alps. L'any 2007 tenia 1.309 habitants.

## Demografia

### Població
El 2007 la població de fet de Meysse era de 1.309 persones. Hi havia 503 famílies de les quals 126 eren unipersonals (63 homes vivint sols i 63 dones vivint soles), 126 parelles sense fills, 188 parelles amb fills i 63 famílies monoparentals amb fills.
La població ha evolucionat segons el següent gràfic:
Habitants censats

### Habitatges
El 2007 hi havia 589 habitatges, 506 eren l'habitatge principal de la família, 23 eren segones residències i 60 estaven desocupats. 449 eren cases i 140 eren apartaments. Dels 506 habitatges principals, 288 estaven ocupats pels seus propietaris, 203 estaven llogats i ocupats pels llogaters i 15 estaven cedits a títol gratuït; 1 tenia una cambra, 41 en tenien dues, 100 en tenien tres, 133 en tenien quatre i 231 en tenien cinc o més. 348 habitatges disposaven pel capbaix d'una plaça de pàrquing. A 199 habitatges hi havia un automòbil i a 276 n'hi havia dos o més.

### Piràmide de població
La piràmide de població per edats i sexe el 2009 era:
| Homes | Edats   | Dones |
| ----- | ------- | ----- |
| 0     | 95 o +  | 4     |
| 0     | 90 a 94 | 4     |
| 0     | 85 a 89 | 12    |
| 8     | 80 a 84 | 4     |
| 12    | 75 a 79 | 20    |
| 20    | 70 a 74 | 20    |
| 12    | 65 a 69 | 8     |
| 16    | 60 a 64 | 24    |
| 24    | 55 a 59 | 24    |
| 40    | 50 a 54 | 20    |
| 40    | 45 a 49 | 44    |
| 40    | 40 a 44 | 44    |
| 48    | 35 a 39 | 56    |
| 52    | 30 a 34 | 48    |
| 20    | 25 a 29 | 28    |
| 24    | 20 a 24 | 16    |
| 80    | 15 a 19 | 44    |
| 44    | 10 a 14 | 48    |
| 48    | 5 a 9   | 44    |
| 28    | 0 a 4   | 32    |

## Economia
El 2007 la població en edat de treballar era de 870 persones, 620 eren actives i 250 eren inactives. De les 620 persones actives 560 estaven ocupades (307 homes i 253 dones) i 59 estaven aturades (23 homes i 36 dones). De les 250 persones inactives 61 estaven jubilades, 83 estaven estudiant i 106 estaven classificades com a «altres inactius».

### Ingressos
El 2009 a Meysse hi havia 507 unitats fiscals que integraven 1.295 persones, la mediana anual d'ingressos fiscals per persona era de 16.949,5 €.

### Activitats econòmiques
Dels 62 establiments que hi havia el 2007, 1 era d'una empresa extractiva, 1 d'una empresa alimentària, 3 d'empreses de fabricació d'altres productes industrials, 13 d'empreses de construcció, 17 d'empreses de comerç i reparació d'automòbils, 2 d'empreses de transport, 5 d'empreses d'hostatgeria i restauració, 1 d'una empresa d'informació i comunicació, 1 d'una empresa financera, 3 d'empreses immobiliàries, 3 d'empreses de serveis, 6 d'entitats de l'administració pública i 6 d'empreses classificades com a «altres activitats de serveis».
Dels 18 establiments de servei als particulars que hi havia el 2009, 1 era una oficina de correu, 1 autoescola, 2 paletes, 4 guixaires pintors, 3 fusteries, 1 electricista, 2 perruqueries, 3 restaurants i 1 saló de bellesa.
Dels 2 establiments comercials que hi havia el 2009, 1 era una botiga de més de 120 m² i 1 una botiga de menys de 120 m².
L'any 2000 a Meysse hi havia 11 explotacions agrícoles que ocupaven un total de 110 hectàrees.

## Equipaments sanitaris i escolars
El 2009 hi havia 1 escola maternal i 1 escola elemental.

## Poblacions més properes
El següent diagrama mostra les poblacions més properes.